# Diócesis de Barra
La diócesis de Barra (en latín: Dioecesis Barren(sis) y en portugués: Diocese de Barra) es una circunscripción eclesiástica latina de la Iglesia católica en Brasil, sufragánea de la arquidiócesis de Feira de Santana. La diócesis tiene al obispo Luís Flávio Cappio, O.F.M. como su ordinario desde el 16 de abril de 1997.

## Territorio y organización
La diócesis tiene 44 987 km² y extiende su jurisdicción sobre los fieles católicos de rito latino residentes en 11 municipios del estado de Bahía: Barra, Brotas de Macaúbas, Buritirama, Gentio do Ouro, Ibotirama, Ipupiara, Itaguaçu da Bahia, Morpará, Muquém de São Francisco, Oliveira dos Brejinhos y Xique-Xique.
La sede de la diócesis se encuentra en la ciudad de Barra, en donde se halla la Catedral de los Estigmas de San Francisco de Asís.
En 2018 en la diócesis existían 14 parroquias.

## Historia
La diócesis fue erigida el 20 de octubre de 1913, obteniendo el territorio de la arquidiócesis de San Salvador de Bahía, de la que originalmente era sufragánea.
Posteriormente, cedió porciones de su territorio en varias ocasiones para la erección de nuevas diócesis: 
- la diócesis de Ruy Barbosa el 14 de noviembre de 1959 mediante la bula Mater Ecclesia del papa Juan XXIII;[2]
- las diócesis de Bom Jesus da Lapa y de Juazeiro el 22 de julio de 1962 mediante la bula Christi Ecclesia del papa Juan XXIII;[3]
- la diócesis de Irecê el 28 de abril de 1979 mediante la bula Qui in Beati Petri del papa Juan Pablo II;[4]
- la diócesis de Barreiras el 21 de mayo de 1979 mediante la bula In hac suprema del papa Juan Pablo II.[5]

El 16 de enero de 2002 pasó a formar parte de la provincia eclesiástica de la arquidiócesis de Feira de Santana.

## Estadísticas
De acuerdo con el Anuario Pontificio 2019 la diócesis tenía a fines de 2018 un total de 264 500 fieles bautizados.
| Año                                                                             | Población            | Población | Población      | Sacerdotes | Sacerdotes    | Sacerdotes    | Bautizados por sacerdote | Diáconos permanentes | Religiosos | Religiosos | Parroquias |
| Año                                                                             | Bautizados católicos | Total     | % de católicos | Total      | Clero secular | Clero regular | Bautizados por sacerdote | Diáconos permanentes | Varones    | Mujeres    | Parroquias |
| ------------------------------------------------------------------------------- | -------------------- | --------- | -------------- | ---------- | ------------- | ------------- | ------------------------ | -------------------- | ---------- | ---------- | ---------- |
| 1959                                                                            | 500 000              | 511 000   | 97.8           | 17         | 8             | 9             | 29 411                   |                      | 9          | 58         | 20         |
| 1961                                                                            | 548 000              | 550 000   | 99.6           | 19         | 10            | 9             | 28 842                   |                      | 10         | 71         | 19         |
| 1968                                                                            | 280 000              | 287 281   | 97.5           | 8          | 7             | 1             | 35 000                   |                      | 1          | 79         | 5          |
| 1976                                                                            | 398 800              | 400 000   | 99.7           | 13         | 9             | 4             | 30 676                   |                      | 4          | 94         | 9          |
| 1980                                                                            | 200 000              | 235 507   | 84.9           | 10         | 5             | 5             | 20 000                   |                      | 5          | 117        | 8          |
| 1990                                                                            | 170 000              | 210 000   | 81.0           | 7          | 2             | 5             | 24 285                   |                      | 6          | 177        | 9          |
| 1999                                                                            | 242 000              | 253 000   | 95.7           | 14         | 5             | 9             | 17 285                   |                      | 11         | 203        | 9          |
| 2000                                                                            | 245 000              | 256 000   | 95.7           | 14         | 7             | 7             | 17 500                   |                      | 9          | 216        | 10         |
| 2001                                                                            | 247 000              | 259 000   | 95.4           | 15         | 8             | 7             | 16 466                   |                      | 10         | 226        | 10         |
| 2002                                                                            | 251 000              | 262 000   | 95.8           | 11         | 5             | 6             | 22 818                   |                      | 8          | 266        | 10         |
| 2003                                                                            | 230 000              | 250 000   | 92.0           | 12         | 5             | 7             | 19 166                   |                      | 10         | 293        | 10         |
| 2004                                                                            | 240 000              | 260 000   | 92.0           | 12         | 5             | 7             | 19 166                   |                      | 10         | 310        | 10         |
| 2006                                                                            | 266 000              | 286 000   | 92.2           | 10         | 6             | 4             | 23 600                   |                      | 6          | 313        | 10         |
| 2012                                                                            | 272 000              | 290 000   | 90.0           | 17         | 13            | 4             | 14 823                   |                      | 7          | 337        | 11         |
| 2015                                                                            | 458 000              | 496 500   | 90.1           | 14         | 11            | 3             | 18 428                   | 1                    | 7          | 410        | 12         |
| 2018                                                                            | 797 503              | 793 629   | 90.1           | 10         | 10            |               | 26 450                   | 1                    | 11         | 446        | 14         |
| Fuente: Catholic-Hierarchy, que a su vez toma los datos del Anuario Pontificio. |                      |           |                |            |               |               |                          |                      |            |            |            |

Población Barra del 91.499 2010:
Urbana:63.764
Rural:21.617
Mujeres:35.671
Hombres:35.499

## Episcopologio
- Augusto Álvaro da Silva † (25 de junio de 1915-18 de diciembre de 1924 nombrado arzobispo de San Salvador de Bahía)
  - Sede vacante (1924-1927)
- Adalberto Accioli Sobral † (22 de abril de 1927-13 de enero de 1934 nombrado obispo de Pesqueira)
- Rodolfo das Mercés de Oliveira Pena † (8 de junio de 1935-3 de enero de 1942 nombrado obispo de Valença)
- João Batista Muniz, C.SS.R. † (24 de agosto de 1942-9 de diciembre de 1966 renunció[7])
- Tiago Gerardo Cloin, C.SS.R. † (9 de diciembre de 1966-24 de octubre de 1975 falleció)
- Orlando Octacílio Dotti, O.F.M.Cap. (1 de abril de 1976-30 de mayo de 1983 nombrado obispo coadjutor de Vacaria)
- Itamar Navildo Vian, O.F.M.Cap. (29 de diciembre de 1983-22 de febrero de 1995 nombrado obispo de Feira de Santana)
  - Sede vacante (1995-1997)
- Luís Flávio Cappio, O.F.M., desde el 16 de abril de 1997